# Берматинген
Берматинген (њем. Bermatingen) општина је у њемачкој савезној држави Баден-Виртемберг. Једно је од 23 општинска средишта округа Бодензе. Према процјени из 2010. у општини је живјело 3.882 становника. Посједује регионалну шифру (AGS) 8435005.

## Географски и демографски подаци
Берматинген се налази у савезној држави Баден-Виртемберг у округу Бодензе. Општина се налази на надморској висини од 440 метара. Површина општине износи 15,4 km². У самом мјесту је, према процјени из 2010. године, живјело 3.882 становника. Просјечна густина становништва износи 251 становника/km².